# Trzeszczany (gmina)
Trzeszczany (do 1954 gmina Mołodiatycze) – gmina wiejska w województwie lubelskim, w powiecie hrubieszowskim. W latach 1975–1998 gmina położona była w województwie zamojskim.
Oficjalna siedziba gminy to Trzeszczany (nie istnieje taka miejscowośc), choć urząd gminy znajduje się we wsi Trzeszczany Pierwsze.
Według danych z 30 czerwca 2004 gminę zamieszkiwało 4738 osób. Natomiast według danych z 31 grudnia 2017 roku zamieszkiwały 4192 osoby.

## Struktura powierzchni
Według danych z roku 2002 gmina Trzeszczany ma obszar 90,17 km², w tym:
- użytki rolne: 80%
- użytki leśne: 13%

Gmina stanowi 7,1% powierzchni powiatu.

## Demografia

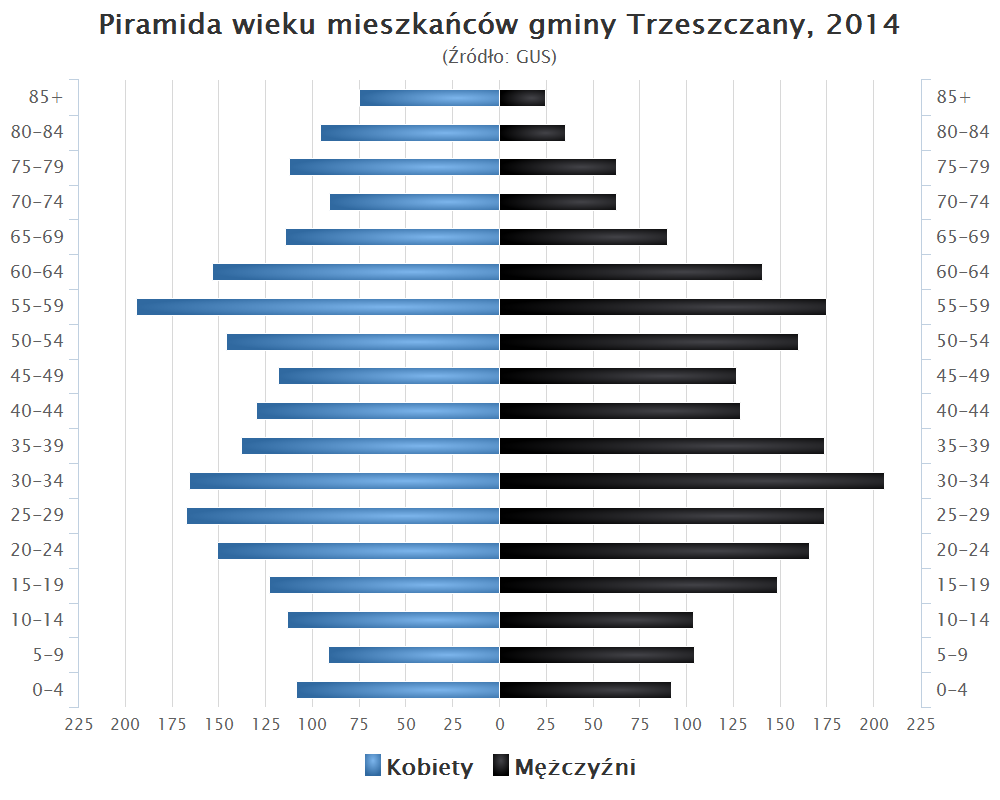
Piramida wieku mieszkańców gminy Trzeszczany w 2014 roku

Dane z 30 czerwca 2004:
| Opis                              | Ogółem | Ogółem | Kobiety | Kobiety | Mężczyźni | Mężczyźni |
| --------------------------------- | ------ | ------ | ------- | ------- | --------- | --------- |
| jednostka                         | osób   | %      | osób    | %       | osób      | %         |
| populacja                         | 4738   | 100    | 2437    | 51,4    | 2301      | 48,6      |
| gęstość zaludnienia (mieszk./km²) | 52,5   | 52,5   | 27      | 27      | 25,5      | 25,5      |

## Sołectwa
Bogucice, Drogojówka, Józefin, Korytyna, Leopoldów, Majdan Wielki, Mołodiatycze, Nieledew, Ostrówek, Trzeszczany Pierwsze, Trzeszczany Drugie, Zaborce, Zadębce, Zadębce-Kolonia.

## Pozostałe miejscowości
Popówka, Sadzonka, Zagroble, Zamłynie, Zaolzie.

## Sąsiednie gminy
Grabowiec, Hrubieszów, Miączyn, Uchanie, Werbkowice